# Z soboty na niedzielę
Z soboty na niedzielę (ang. Saturday Night and Sunday Morning) – brytyjski dramat obyczajowy z 1960 roku w reżyserii Karela Reisza. Ekranizacja powieści pod tym samym tytułem autorstwa Alana Sillitoe. Zdjęcia kręcono w Nottingham (m.in. pub w dzielnicy Radford) oraz w Londynie (dzielnica Battersea).

## Fabuła
Akcja filmu rozgrywa się w angielskim mieście przemysłowym. Młody Arthur Seaton, tokarz w miejscowej fabryce, nie lubi swej pracy ani otoczenia i gardzi swymi niewykształconymi rodzicami. Zbuntowany chłopak spędza wolny czas przesiadując w barze i podrywając dziewczyny. Wdaje się w romans z żoną starszego kolegi – Brendą, ale później zawiera też znajomość z młodszą od niej Doreen, z którą łączy poważniejsze plany. Nie chcąc z żadnej rezygnować, spotyka się z nimi równolegle. Sprawy jednak się komplikują, gdy okazuje się, że Brenda zaszła w ciążę.

## Obsada
- Albert Finney – Arthur Seaton
- Rachel Roberts – Brenda
- Shirley Anne Field – Doreen
- Hylda Baker – ciotka Ada
- Norman Rossington – Bert
- Elsie Wagstaff – matka Arthura
- Frank Pettitt – ojciec Arthura
- Irene Richmond – matka Doreen

## Nagrody i nominacje
Nagrody BAFTA (1961)
- Zwycięstwo w kategoriach:
  - Najlepszy film brytyjski
  - Najlepsza aktorka brytyjska – dla Rachel Roberts
  - Najbardziej obiecujący pierwszoplanowy debiut aktorski – dla Alberta Finneya
- Nominacje w kategoriach:
  - Najlepszy film z jakiegokolwiek źródła
  - Najlepszy aktor brytyjski dla Alberta Finneya
  - Najlepszy scenariusz brytyjski dla Alana Sillitoe